# Cerro Blanco (station)
Cerro Blanco är en tunnelbanestation i tunnelbanesystemet Metro de Santiago i Santiago, Chile. Nästföljande station i riktning mot Vespucio Norte är Cementerios och nästa station i riktning mot Hospital El Pino är Patronato.